# Культурный центр Леона Хименеса
Культурный центр Леона Хименеса (также Центр Леон; исп. Centro Cultural Eduardo León Jimenes) — арт-центр в доминиканском городе Сантьяго-де-лос-Трейнта-Кабальерос, открытый в октябре 2003 года и названный в честь основателя табачной компании «La Aurora» (сегодня — консорциум «Grupo León Jiménes») Эдуардо Леона Хименеса (ум. 1937). Центр располагает тремя выставочными площадками для постоянных экспозиций и одним залом для временных выставок; организует культурные и образовательные программы, направленные на продвижение доминиканского искусства и культуры — в частности, организует художественный конкурс «Concurso de Arte Eduardo León Jimenes».

## История и описание
Культурный центр Эдуардо Леона Хименеса, более известный по своему сокращённому названию «Centro León», был открыт в городе Сантьяго-де-лос-Трейнта-Кабальерос в октябре 2003 года. Центр получил своё название в честь Эдуардо Леона Хименеса (1885—1937), являвшегося основателем табачной компании «La Aurora», появившейся в 1903 году — табачный завод стал основой для современного доминиканского консорциума «Grupo León Jiménes», в котором работает более 5000 человек.
Однако, первый художественный конкурс имени Леона Хименеса состоялся ещё в 1964 году — цель соревнования состояла в «содействии развитию изобразительного искусства и в стимулировании творчества в новом поколении доминиканских художников». В инаугурационной речи было заявлено, что «через несколько лет» в городе появится «важная коллекция» произведений изобразительного искусства, которая потребует создания специального учреждения для своего представления широкой аудитории. В 1999 году фонд Хименеса (Fundación Eduardo León Jimenes), председателем которого в тот период был Хосе А. Леон Асенсио, начал подготовительную работу к строительству такого культурного центра, включавшую как сбор средств на новое здание, так и формирование музейного фонда.
В итоге здание было построено по проекту архитектурного бюро «Architecture of the Sun», возглавлявшегося Педро Хосе Борреллом; музей имеет три зала для представления своей постоянной коллекции и один зал для временный выставок произведений современного искусства. Постоянные выставки представляют коллекцию экспонатов по доминиканской антропологии, истории изобразительного искусства в Доминиканской Республике и историю группы компаний Леона Хименеса. Кроме того в музейном здании разместилась аудитория (конференц-зал), комната для занятий, многоцелевая комната, кафетерий и музейный магазин. К центру относится также как медиатека, предназначенная для проведения исследований, так и сад скульптур «Patio Caribeño».